# Harry Wilson
Harry Wilson  född 22 mars 1997 i Wrexham, Wales är en walesisk fotbollsspelare (ytter) som spelar för Fulham i Premier league. Han representerar även det walesiska landslaget.

## Karriär
Den 31 januari 2018 förlängde Wilson sitt kontrakt med Liverpool och blev samtidigt utlånad till Hull City över resten av säsongen 2017/2018. Wilson debuterade i Championship den 3 februari 2018 i en 2–1-förlust mot Preston North End, där han blev inbytt i den 69:e minuten mot Fraizer Campbell. I följande match gjorde han sitt första mål för klubben i en 2–0-vinst över Nottingham Forest.
Den 6 augusti 2019 lånades Wilson ut till Bournemouth på ett låneavtal över säsongen 2019/2020.
Den 24 juli 2021 värvades Wilson till Fulham, som säsongen 21/22 spelar i Championship efter att ha blivit nedflyttade från Premier League säsongen innan.